# Zamek Bled
Zamek Bled – zamek, położony na wzgórzu na wysokości 100 metrów powyżej jeziora Bled, w miejscowości Bled, w północno-zachodniej Słowenii.

## Historia
Pierwsza wzmianka o zamku pochodzi z aktu darowizny wydanego 22 maja 1011 roku przez cesarza Henryka II dla biskupów Brixen, którzy rezydowali na tym zamku przez 800 lat. Aktualny barokowy wygląd zamek uzyskał po dużej przebudowie w XVIII wieku.

## Architektura
Najstarszą częścią zamku jest romańska wieża. W średniowieczu wzmocniono fortyfikacje zamku wzmacniając mury dodatkowymi wieżami obronnymi. Zamek jest także wyposażony w most zwodzony i fosę. Inne części zamku zostały zbudowane w stylu renesansowym. Są one rozmieszczone są wokół dwóch dziedzińców połączonych schodami. Na górnym dziedzińcu znajduje się kaplica, która została zbudowana w XVI wieku i odnowiona około 1700 roku, kiedy to została również ozdobiona iluzjonistycznymi freskami. 